# Idélalisib
L'idélalisib, ou CAL-101, est une molécule antagoniste de l'isoforme δ de la phosphoinositide 3-kinase en cours de test dans certains lymphomes et certaines leucémies.

## Mécanisme d'action
Par l’inhibition de la phosphoinositide 3-kinase delta, l’idélalisib diminue la phosphorylation d'Akt et l'activation de m-TOR. Il cible donc la voie PI3K/AKT/mTOR impliqué dans la cancérogénèse de nombreuses néoplasies.
Il augmente ainsi l'apoptose (via l'activation de la caspase). Il diminue le signal induit par la phosphoinositide 3-kinase située sur les lymphocytes B.

## Efficacité
Dans les lymphomes non hodgkiniens récidivant à croissance lente, on obtient une bonne réponse dans un cas sur deux.
En combinaison avec le rituximab, l'idélalisib améliore la réponse et la survie des patients atteints de leucémie lymphoïde chronique récidivante.